# Уравнение Масона — Вивера
Уравнение Масона — Вивера описывает седиментацию и диффузию растворённого вещества под действием однородной силы, обычно гравитационного поля. Предполагая, что сила тяжести направлена по оси {\displaystyle z}, уравнение Масона — Вивера записывают в виде
{\displaystyle {\frac {\partial c}{\partial t}}=D{\frac {\partial ^{2}c}{\partial z^{2}}}+sg{\frac {\partial c}{\partial z}}},
где 
{\displaystyle t} — время, 

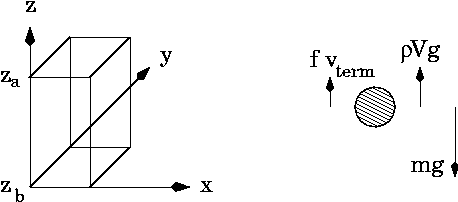
Диаграмма ячейки Масона — Вивера и силы действующие на растворённое вещество

{\displaystyle c} — концентрация растворённого вещества (молей на единицу длины в направлении {\displaystyle z}), 
{\displaystyle D} — коэффициент диффузии, 
{\displaystyle S} — седиментационный коэффициент растворённого вещества, 
{\displaystyle g} — ускорение свободного падения (предполагается постоянным).
Уравнение Масона — Вивера дополняется граничными условиями
{\displaystyle D{\frac {\partial c}{\partial z}}+sgc=0}
на верхней и нижней границах ячейки, обозначенных как {\displaystyle z_{a}} и {\displaystyle z_{b}}, соответственно. Эти граничные условия соответствуют тому условию, что растворённое вещество не покидает ячейку, то есть что поток равен нулю. Ячейка предполагается прямоугольной и выровненной относительно координатных осей, таким образом что поток через боковые стенки равен нулю. Отсюда следует, что полное количество растворённого вещества в ячейке
{\displaystyle N_{tot}=\int _{z_{b}}^{z_{a}}dz\ c(z,t)}
сохраняется, то есть {\displaystyle dN_{tot}/dt=0}.